# 오모에촌
오모에촌(重茂村)은 이와테현 시모헤이군에 놓여졌던 촌이다.